# Acer opalus
El orón o asar (Acer opalus) es una especie botánica perteneciente a la familia de las sapindáceas.

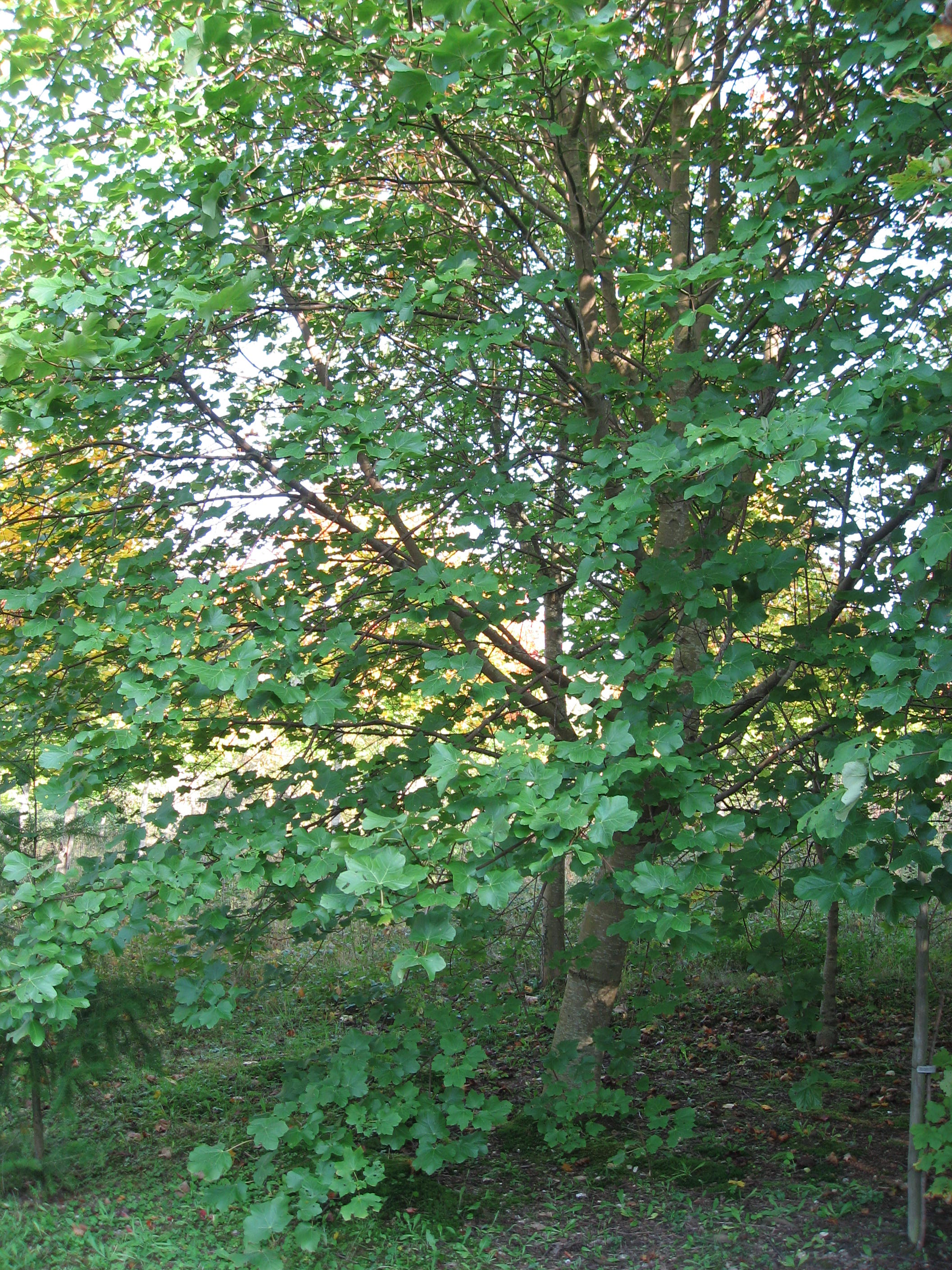
Vista del árbol.

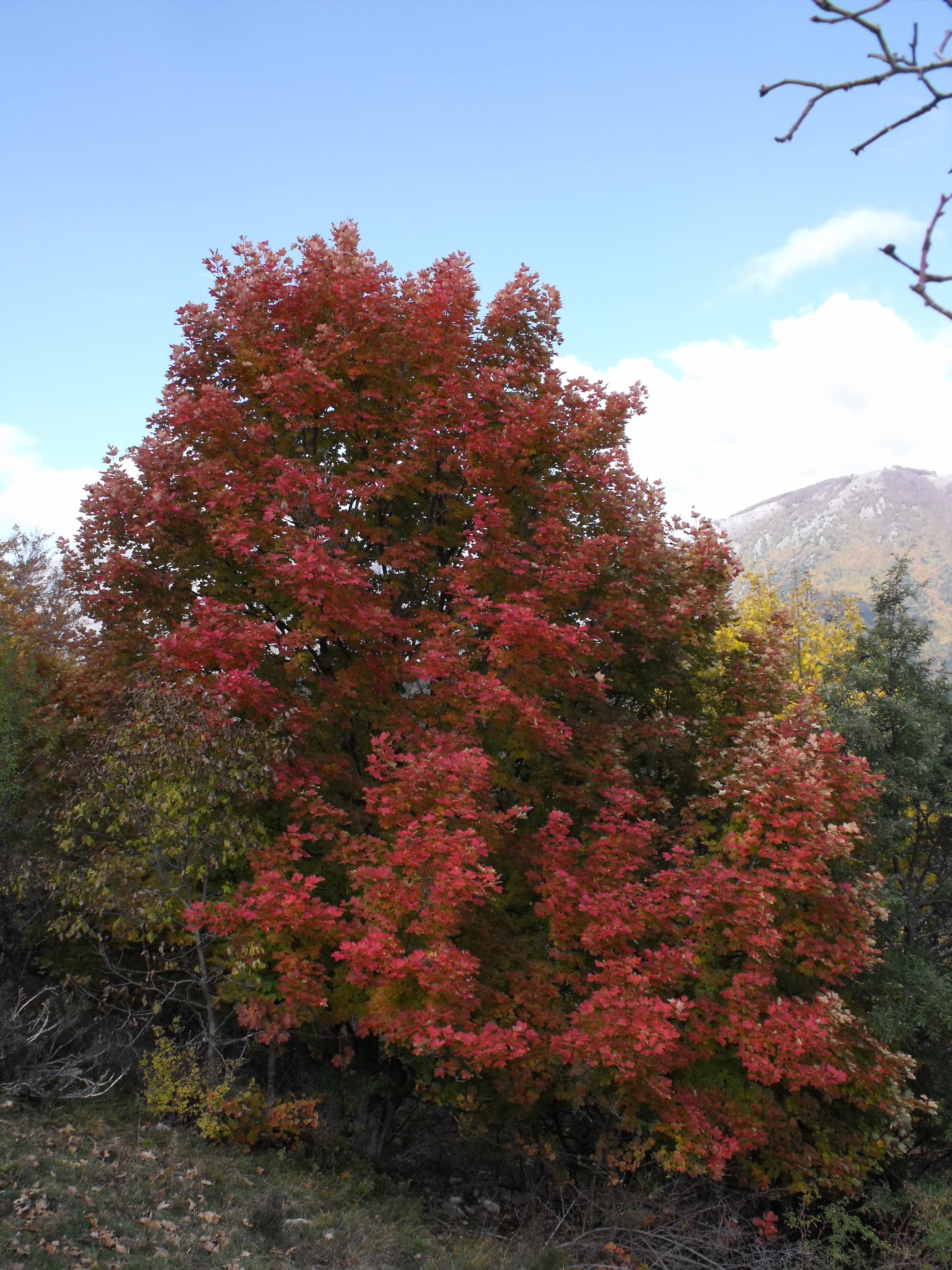
Follaje de otoño.

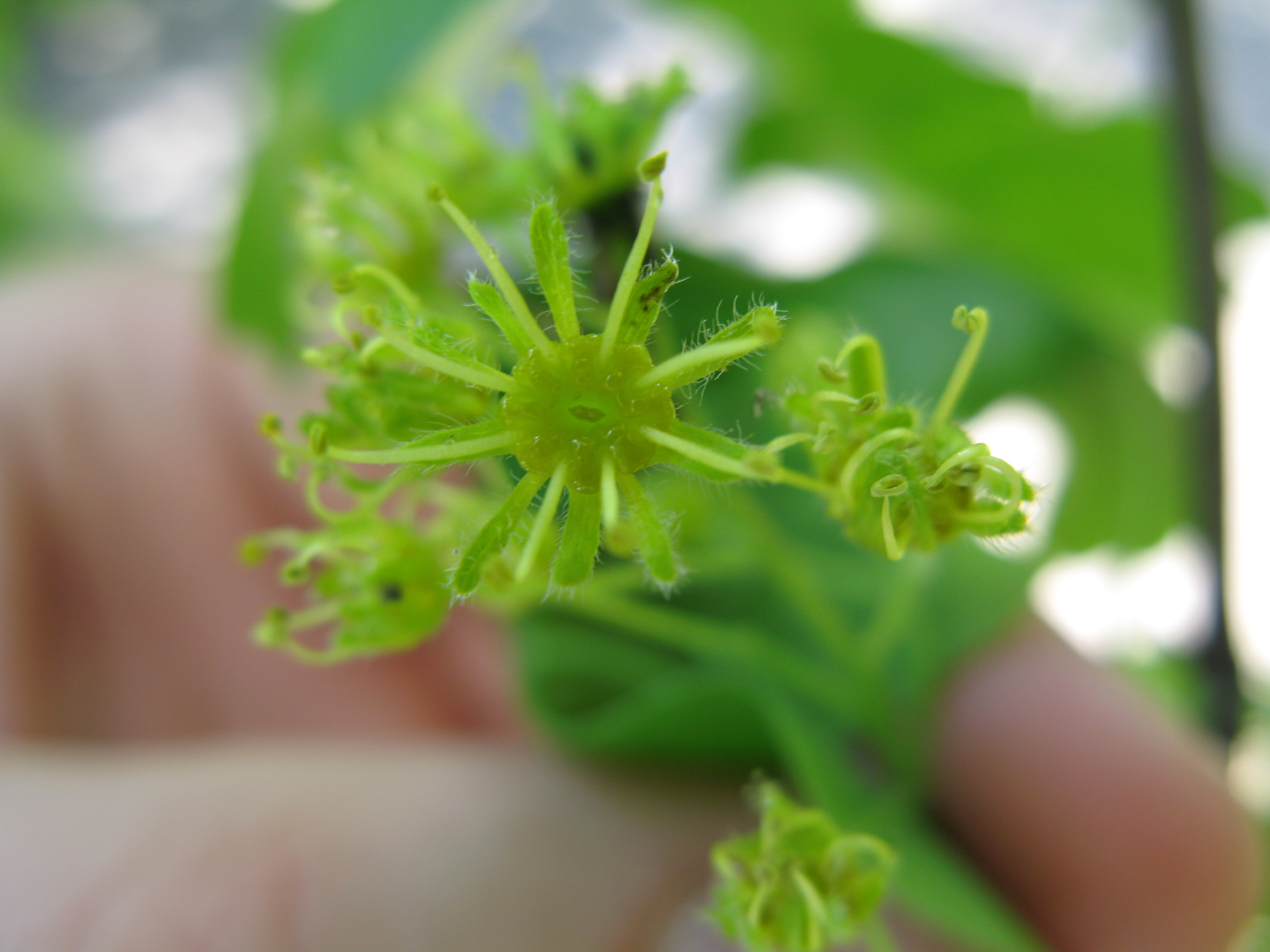
Detalle de la flor.

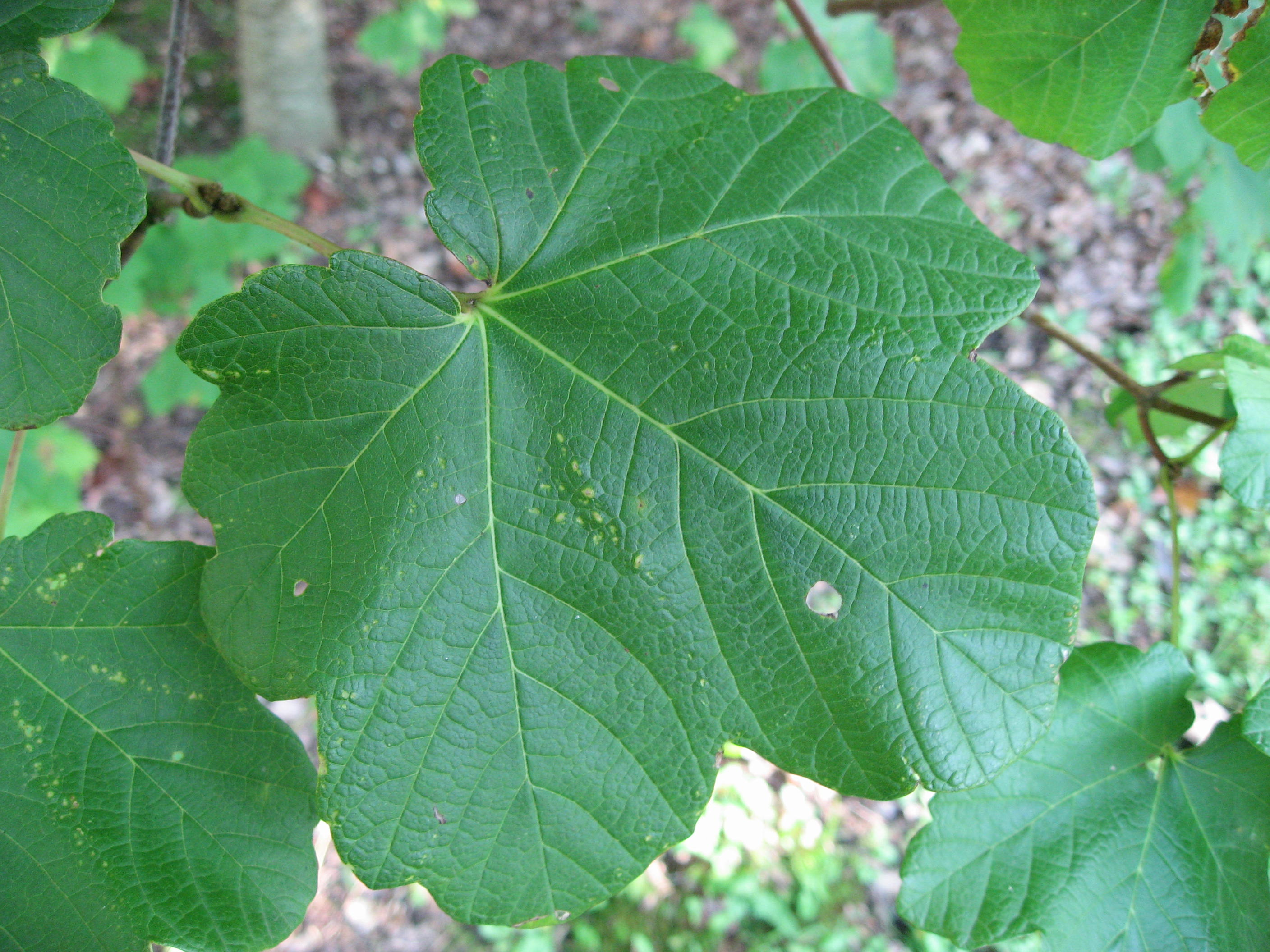
Detalle de la hoja.

## Distribución
Es una especie de arce nativo de las colinas y las montañas del sur y el oeste de Europa, de Italia a España, y del norte hasta el sur de Alemania, y también en el noroeste de África, en Marruecos y Argelia.
En España la subespecie Acer opalus subsp opalus ocupa territorios de la mitad oriental peninsular, desde Pirineos hasta Sierra Nevada. Otra subespecie, Acer opalus subsp. granatense, de hojas con recortes más profundos, y picos más agudos tiene una distribución ibero-magrebí y alcanza en su límite norte en el Pirineo aragonés.

## Descripción
Es un árbol de tamaño mediano, caducifolio, que crece hasta los 20 m de altura, con un tronco de hasta 1 m de diámetro. Las hojas son de color verde brillante con 7-13 cm de largo y 5-16 cm de ancho, palmatilobadas con dientes romos. En otoño, las hojas se tornan de color amarillo. La corteza es gris y rosa. Tiene pequeñas flores amarillas que se abren antes de aparecer las hojas. El fruto es un par de sámaras aladas (disámara), con cada semilla de 1 cm de diámetro y un ala de 1.5-2.5 cm.
Los árboles con hojas lobuladas a veces son separados como la subespecie Acer opalus subsp. Obtusatum.

## Hábitat
Bosques mixtos, claros de bosque, roquedos y pedregales. No forma bosques, sino que aparece salpicado entre ellos, principalmente los compuestos por pinos o quejigos. Prefiere suelos calizos y necesita un mínimo de humedad en verano.

## Taxonomía
Acer opalus fue descrita por Philip Miller y publicado en Gardeners Dictionary, Edition 8. London, en el año 1768.
Etimología
Acer: nombre genérico que procede del latín ǎcěr, -ĕris = (afilado), referido a las puntas características de las hojas o a la dureza de la madera que, supuestamente, se utilizaría para fabricar lanzas. Ya citado en, entre otros, Plinio el Viejo, 16, XXVI/XXVII, refiriéndose a unas cuantas especies de Arce.
opalus: epíteto latíno
Variedades aceptadas
- Acer opalus subsp. granatense (Boiss.) Font Quer & Rothm.
- Acer opalus subsp. obtusatum (Waldst. & Kit. ex Willd.) Gams

Sinonimia
| - Acer hispanicum Pourr. - Acer hispanicum f. montsiccianum Font Quer - Acer italum Lauth - Acer italum var. crassifolium Pax - Acer italum subsp. hispanicum (Pourr.) Pax - Acer italum var. hispanicum (Pourr.) Schwer. - Acer italum var. opulifolium (Vill.) Pax - Acer italum f. opulifolium (Vill.) Schwer. - Acer italum subsp. variabile Pax - Acer italum var. variabile (Pax) Schwer. - Acer leptopterum Guss. Ex Nyman - Acer montanum Carradori ex Lam. - Acer opalus var. africanum (Pax) A.E.Murray - Acer opalus subsp. africanum (Pax) A.E.Murray - Acer opalus var. brachypterum Spach - Acer opalus f. glaucum A.E.Murray - Acer opalus subsp. hispanicum (Pourr.) A.E.Murray - Acer opalus var. macropterum Spach - Acer opalus var. microcarpum Spach - Acer opalus f. microphyllum K.Koch - Acer opalus var. montsiccianum (Font Quer) Romo - Acer opalus var. montsiccianum (Font Quer) Rivas Mart - Acer opalus f. pubescens A.E.Murray - Acer opalus var. stenopterum Spach - Acer opulifolium Vill. - Acer pseudoplatanus var. opulifolium (Vill.) Loudon - Acer rotundifolium Lam. - Acer rupicolum Chabert - Acer sabaudum Chabert |

Nombre común
- Castellano: acebo, acere, acirón, aciron, aillon, arce, arce morisco, asa, asar, ácer, ácere, endrino negro, oró, orón, oron, ásar, yarra.[8]